# Cecilia Malmström
Anna Cecilia Malmström, née le 15 mai 1968 à Stockholm, est une femme politique suédoise membre du parti Les Libéraux (L).
Commissaire européenne au commerce depuis 2014, elle a également été Commissaire européen aux affaires intérieures de 2010 à 2014 et ministre des Affaires de l'Union européenne de la Suède entre 2006 et 2010.

## Biographie

### Formation et carrière professionnelle
En 1987, elle étudie la littérature à l'université Panthéon-Sorbonne. Elle obtient un baccalauréat en arts de science politique à l'université de Göteborg quatre ans plus tard, puis y décroche un doctorat en 1998.
Elle commence par travailler comme assistante technique et interprète pour le groupe suédois SKF à Paris entre 1986 et 1987. Elle occupe les mêmes postes à Stuttgart durant les étés 1987 et 1988, puis à Barcelone pendant l'année 1989. 
Les trois années qui suivent, elle travaille à temps partiel comme infirmière psychiatrique à l'hôpital Lillhagen de Göteborg.[réf. nécessaire]
En 1991, elle devient simultanément jurée professionnelle (nämndeman) au tribunal de Göteborg pendant trois ans, et professeur de sciences sociales à temps partiel au sein du service municipal de formation des adultes de Göteborg jusqu'en 1992.
Elle a également occupé un poste d'assistante de recherche au département de science politique de l'Université de Göteborg entre 1994 et 1998, puis y a été lectrice jusqu'en 1999.

### Vie privée
Bien que née à Stockholm, elle a également grandi en France et à Göteborg, où elle vit aujourd'hui avec son mari et ses jumeaux. En plus du suédois, elle parle couramment anglais, français et espagnol. Elle a également des notions d'allemand et d'italien.

### Parcours politique
En 1994, Cecilia Malmström est élue vice-présidente du comité de l'immigration de Göteborg. À l'issue de ce mandat, en 1998, elle entre au conseil régional du comté de Västra Götaland pour trois ans.
Elle est élue au Parlement européen lors des élections européennes de 1999 et siège à la commission des Affaires constitutionnelles et à la commission des Affaires étrangères. En 2004, elle abandonne la première afin de passer à la sous-commission des droits de l'homme. Par ailleurs, elle a lancé la pétition oneseat.eu pour que le Parlement européen soit transféré de Strasbourg à Bruxelles.
Le 6 octobre 2006, elle est nommée ministre des Affaires de l'Union européenne de la Suède au sein de l'alliance de centre droit de Fredrik Reinfeldt, à qui elle est rattachée. Un peu plus de trois ans plus tard, le 17 novembre 2009, Cecilia Malmström a été proposée comme commissaire européenne suédoise en remplacement de Margot Wallström. Le 27 novembre, le président investi de la Commission européenne, José Manuel Durão Barroso, a annoncé qu'il lui confiait le portefeuille des Affaires intérieures, désormais séparé de la Justice. Elle a démissionné du gouvernement suédois le 22 janvier 2010, et est entré en fonction le 10 février, lendemain de l'investiture de la commission par le Parlement européen.
Elle est membre du comité directeur du Parti du peuple - Les Libéraux (FP) depuis 1997. Élue au comité exécutif quatre ans plus tard, elle en est devenue Vice-présidente en 2007.
En 2011, en tant que commissaire européen, elle participe au lancement d'un réseau européen de lutte contre l'extrémisme. Selon elle, la Commission européenne ne veut pas résumer la lutte contre le terrorisme à la lutte contre une religion - l'islam - ou la réduire à une approche seulement criminelle. Elle précise qu'« il n'est pas possible d'établir un lien entre le terrorisme et une confession ou des convictions politiques données ».
Le 10 septembre 2014, le nouveau Président de la Commission européenne, Jean-Claude Juncker, la propose comme Commissaire européenne chargée du Commerce. Sa principale mission est de finaliser le partenariat transatlantique de commerce et d'investissement, accord commercial entre l'Union européenne et les États-Unis, ainsi que l'accord économique et commercial global, accord commercial entre l'Union européenne et le Canada.
Cette mission qui se déroule dans le secret des négociations avec les représentants des États-Unis fait l'objet d'amples manifestations en Allemagne et en Belgique. En effet, ses détracteurs lui reprochent de favoriser les intérêts commerciaux aux dépens des consommateurs[réf. nécessaire].